# Šaj Chermeš
Šaj Chermeš (hebrejsky: שי חרמש) je izraelský politik a bývalý poslanec Knesetu za stranu Kadima.

## Biografie
Narodil se 23. března 1944 v Tel Avivu v tehdejší mandátní Palestině. Vysokoškolské vzdělání bakalářského typu získal v oboru ekonomie a sociologie na Hebrejské univerzitě v roce 1969. Magisterský titul z obdržel na téže škole v roce 1972. V současnosti studuje v doktorandském cyklu na Telavivské univerzitě. Žije ve vesnici Kfar Aza, je ženatý, má pět děti. Hovoří hebrejsky a jidiš. Sloužil v izraelské armádě, kde působil ve výsadkových jednotkách a dosáhl hodnosti seržanta.

## Politická dráha
Předsedá izraelskému odboru Světového židovského kongresu, je členem správní rady Muzea diaspory (Bejt ha-Tfucot). Roku 2002 byl zvolen pokladníkem Židovské agentury. Po patnáct let působil jako starosta Oblastní rada Oblastní rady Ša'ar ha-Negev. Spoluzakládal školu Sapir Academic College a institut Ibim. Zasedá ve správních radách organizací Negev Development Authority, Úřad pro přírodu a parky, Kibucové hnutí, Nový Histadrut. Byl dlouholetým členem Strany práce.
Do Knesetu nastoupil krátce po volbách roku 2006 jako náhradník za stranu Kadima. Mandát za Kadimu obhájil i ve volbách roku 2009. Ve funkčním období 2006–2009 působil jako člen parlamentního výboru finančního, pro imigraci, absorpci a záležitosti diaspory, výboru pro ústavu, právo a spravedlnost, výboru pro vnitřní záležitosti a životní prostředí, výboru pro otázky zahraničních dělníků. Od roku 2009 v knesetu zastává posty ve výboru finančním, výboru pro otázky zahraničních dělníků, výboru pro rozpočet společnosti pro restituci bankovních účtů obětí holokaustu. Během obou funkčních období předsedal parlamentní lize izraelsko-japonského přátelství.